# Liga Española de Baloncesto 1978-1979
La Liga Española de Baloncesto 1978-1979 è stata la 23ª edizione del massimo campionato spagnolo di pallacanestro maschile. La vittoria finale è stata ad appannaggio del Real Madrid.

## Risultati

### Stagione regolare
|     | Squadra              | G  | V  | N | P  | PF    | PS    | P.ti | Qualificazione                   |
| --- | -------------------- | -- | -- | - | -- | ----- | ----- | ---- | -------------------------------- |
| 1.  | Real Madrid          | 22 | 19 | 2 | 1  | 2.358 | 1.896 | 40   |                                  |
| 2.  | Barcellona           | 22 | 17 | 0 | 5  | 2.280 | 1.881 | 34   |                                  |
| 3.  | Juventud Badalona    | 22 | 16 | 2 | 7  | 2.237 | 1.974 | 34   |                                  |
| 4.  | Estudiantes          | 22 | 13 | 1 | 8  | 2.114 | 1.944 | 27   |                                  |
| 5.  | Cotonificio Badalona | 22 | 13 | 1 | 8  | 2.057 | 2.022 | 27   |                                  |
| 6.  | Areslux Granollers   | 22 | 11 | 0 | 11 | 2.100 | 2.204 | 22   |                                  |
| 7.  | Manresa EB           | 22 | 10 | 0 | 12 | 2.018 | 2.011 | 20   |                                  |
| 8.  | CD Basconia          | 22 | 9  | 0 | 13 | 1.951 | 2.130 | 18   |                                  |
| 9.  | Tempus               | 22 | 9  | 0 | 13 | 2.204 | 2.201 | 18   |                                  |
| 10. | Mollet               | 22 | 5  | 0 | 17 | 1.871 | 2.271 | 10   |                                  |
| 11. | UDR Pineda           | 22 | 4  | 0 | 18 | 1.844 | 2.139 | 8    | retrocesse in Primera División B |
| 12. | Askatuak             | 22 | 3  | 0 | 19 | 1.815 | 2.176 | 6    | retrocesse in Primera División B |

| Liga Española de Baloncesto 1978-1979 |
| ------------------------------------- |
| Real Madrid 20º titolo                |

## Formazione vincitrice
| N° | Naz.                   | Ruolo | Sportivo                    |  | Alt. |  |
| -- | ---------------------- | ----- | --------------------------- |  | ---- |  |
| 4  | Spagna (bandiera)      | AP    | Wayne Brabender             |  | 193  |  |
| 5  | Spagna (bandiera)      | AP    | José Antonio Querejeta      |  | 200  |  |
| 6  | Spagna (bandiera)      | C     | Cristóbal Rodríguez         |  | 202  |  |
| 7  | Spagna (bandiera)      | P     | Carmelo Cabrera             |  | 183  |  |
| 8  | Spagna (bandiera)      | A     | Joseba Gaztañaga            |  | 198  |  |
| 9  | Spagna (bandiera)      | AP    | Luis María Prada            |  | 194  |  |
| 10 | Stati Uniti (bandiera) | AP    | Walt Szczerbiak             |  | 198  |  |
| 11 | Spagna (bandiera)      | P     | Juan Antonio Corbalán       |  | 184  |  |
| 12 | Spagna (bandiera)      | C     | Rafael Rullán               |  | 207  |  |
| 13 | Stati Uniti (bandiera) | C     | Randy Meister               |  | 205  |  |
| 14 | Spagna (bandiera)      | AG    | Juan Manuel López Iturriaga |  | 194  |  |
| 15 | Spagna (bandiera)      | A     | José Manuel Beirán          |  | 196  |  |
|    | Spagna (bandiera)      | C     | Fernando Romay              |  | 213  |  |
|    | Spagna (bandiera)      | All.  | Lolo Sainz                  |  |      |  |